# Autorité

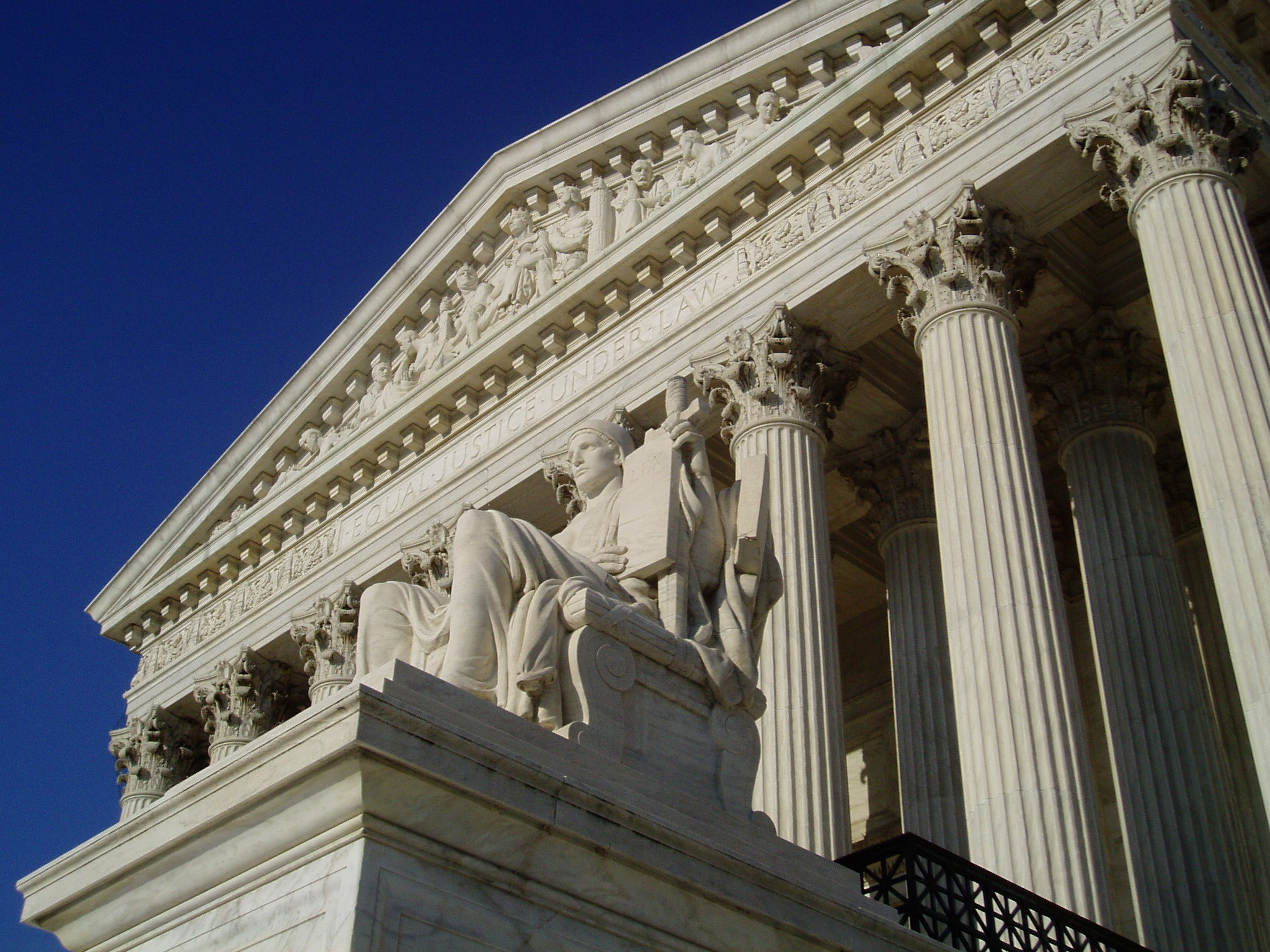
La Cour suprême des États-Unis est la plus haute autorité judiciaire du pays.

Pour les articles homonymes, voir Autorité (homonymie).
 (octobre 2022).
L'autorité est le pouvoir de commander, d'être obéi. En science politique elle désigne le pouvoir d'une personne ou d'un groupe de personnes sur d'autres ainsi que les organes représentatifs de ce pouvoir pris collectivement. 
Elle implique les notions de légitimité, de commandement et d'obéissance, d'un autre pouvoir qui impose l'autorité. La forme de la légitimité peut varier selon les circonstances. 

## Étymologie
Le mot « autorité » vient du latin auctoritas, équivalent du grec ἐξουσία, « pouvoir, puissance », et qui exprime l'idée d'augmenter l'efficacité d'un acte juridique ou d'un droit. La notion d'autorité est ainsi définie dans un sens juridique et social. C'est son caractère nécessaire, voire indispensable à la structure de la société qui la rend légitime pour le plus grand nombre.
Le concept d'auctoritas dans la Rome antique est resté inextricablement lié à la figure d'Auguste. Lui-même, dans les Res gestae divi Augusti, explique comment il a obtenu l'énorme pouvoir que lui attribuait le Sénat parce qu'il était unanimement reconnu comme le citoyen ayant la plus grande auctoritas par rapport aux autres

## Histoire

### Rome antique
Les premières réflexions sur le concept d'autorité remontent aux anciens Romains qui faisaient la distinction entre auctoritas, potestas et imperius.

### Moyen Âge
En dehors du contexte géopolitique, le mot auctoritas avait également une valeur dans le domaine de religieux-scientifique. L'auctoritas était alors une forme de révérence et de confiance placée dans les écritures sacrées en tant qu'instruments de la révélation divine : elles ne pouvaient être remises en question, mais étant l'objet de la foi, elles représentaient non seulement des textes religieux, mais aussi les sources les plus importantes pour tout domaine de connaissance. En ce sens, l'auctoritas était le principe sur lequel reposait la connaissance scientifique avant la révolution scientifique de Galilée et de Francis Bacon (ce qui peut être résumé par la phrase latine Ipse dixit).
Au cours du Moyen Âge, l'auctoritas n'est pas restée confinée aux textes sacrés, mais s'est progressivement étendue aux autres grands auteurs du monde classique (bien que la philosophie scolastique ait également indiqué quelle valeur accorder aux passages en apparente contradiction), puis à la grande majorité des écrits en général, même dans la conviction constante que la ratio était supérieure à l'auctoritas (l'autorité se fonde sur la raison, mais pas la raison sur l'autorité, dit Scotus Eriugena) et que, dans les arguments humains, l'argument d'autorité était, par définition, le plus faible, face aux arguments de la raison ou aux arguments empiriques (Thomas d'Aquin).
Certaines positions polémiques ultérieures, humanistes ou des Lumières, ont au contraire voulu présenter un Moyen Âge en proie à la ferme croyance en l'assimilation totale entre une preuve empirique et un témoignage jugé crédible ; ce principe, dit-on, sous-tendrait tout le savoir médiéval et expliquerait aussi la prolifération de croyances à saveur plus superstitieuse et magique. Selon cette position, les premiers indices de la délégitimation de cette sorte de (en utilisant un terme péjoratif) "crédulité" seraient apparus à partir de l'humanisme et de la redécouverte du monde classique sans le filtre des auteurs médiévaux.

### Renaissance
Mais c'est avec la naissance des États-nations que l'étude est séparée de ses implications divines, grâce au Prince de Niccolò Machiavel (1513) et au Léviathan de Hobbes (1651), œuvres dans lesquelles une notion moderne et séculaire de l'autorité a été affirmée pour la première fois.
Par la suite, c'est l'empiriste Locke, dans ses Traités du gouvernement civil (1690) qui a poursuivi sa réflexion sur le sujet, concluant que le fondement de l'autorité doit être recherché dans la liberté et l'égalité de tous les individus. Jean-Jacques Rousseau, également opposé à toute forme d'absolutisme, a théorisé, dans son ouvrage Du contrat social (1762), un concept d'autorité comme émanation de la volonté du peuple.

### Époque moderne
Au XIXe siècle, l'autorité, dans les réflexions de Hegel et de Comte, devient le guide indispensable du progrès humain. Selon Marx, cependant, dans la perspective du matérialisme historique, l'autorité prend la forme de la domination oppressive de la société capitaliste sur la classe ouvrière.
Le sociologue Émile Durkheim a proposé en 1893, avec son ouvrage Division du travail social, une idée de l'autorité comme régulation par le haut du fonctionnement global de la société, fondée précisément sur la division du travail.
C'est également à ce niveau que Max Weber mène sa réflexion, lui qui, dans son essai Économie et société, distingue trois types d'autorité :
- le juridique, c'est-à-dire celui qui est régi par un système officiel de lois ;
- celle qui est traditionnelle, c'est-à-dire légitimée par la tradition ;
- autorité charismatique, légitimée par les capacités personnelles (charisme) du leader.

Les études les plus récentes sur le concept d'autorité, menées en 1936 par Max Horkheimer, Herbert Marcuse et Erich Fromm (dans Studies on Authority and the Family) et par Theodor Adorno dans The Authoritarian Personality (1950), s'attachent à dénoncer la dégénérescence de l'autorité en autoritarisme.

## Différentes formes d'autorité

### Légitimité
Max Weber distingue trois types d'autorité du point de vue de la légitimité
- le juridique, c'est-à-dire celui qui est régi par un système officiel de lois ;
- celle qui est traditionnelle, c'est-à-dire légitimée par la tradition ;
- autorité charismatique, légitimée par les capacités personnelles (charisme) du leader.

### Acceptation
L'autorité ne doit pas être comprise principalement comme une qualité relationnelle ; l'autorité a besoin de la reconnaissance d'autrui, la relation d'autorité est bilatérale. Il peut s'agir des formes de relations les plus diverses, en particulier les degrés de reconnaissance volontaire peuvent prendre de nombreuses formes, notamment :
- Admiration volontaire, reconnaissance et respect de la supériorité professionnelle, intellectuelle ou morale d'autrui, jusqu'à l'obéissance à l'autorité, connotée négativement.
- Autorité acceptée de fait dans des rôles sociaux (p. ex. parents, enseignants, supérieurs hiérarchiques, agents de police, juges, entraîneurs, scientifiques)
- Simulation de l'acceptation de l'autorité à l'extérieur pour éviter des inconvénients, avec un rejet interne ou articulé dans un cercle restreint
- Reconnaissance forcée de l'autorité en raison d'une infériorité physique ou d'une contrainte physique, par exemple dans des situations d'emprisonnement ou de peur massive de représailles.
- Révolte et rébellion, par exemple contre l'autorité de l'État ou le régime de travail.

## L'autorité dans différents régimes

### Autoritarisme
L'autoritarisme correspond à l'attitude de la personne ou de l’institution qui contraint physiquement et/ou psychiquement les personnes qu'elle commande.
L'autorité, en ce qu'elle nécessite la légitimité, ne peut lui être associée. Ce distinguo permet de situer l'autorité au niveau de la valeur ; valeur reconnue par un groupe à une personne, une organisation, une institution, des mœurs ou des croyances.

### Monarchie
Sous la monarchie, l'autorité est personnifiée par le roi. La légitimité du roi peut provenir d'une croyance religieuse (Droit divin) ou de la coercition.

### Démocratie représentative
Dans la démocratie représentative, l'autorité est représentée par plusieurs institutions dont la légitimité provient du vote des citoyens qui accepte son rôle.